# Lars Jonsson
Lars Jonsson (Stoccolma, 22 ottobre 1952) è un pittore svedese.

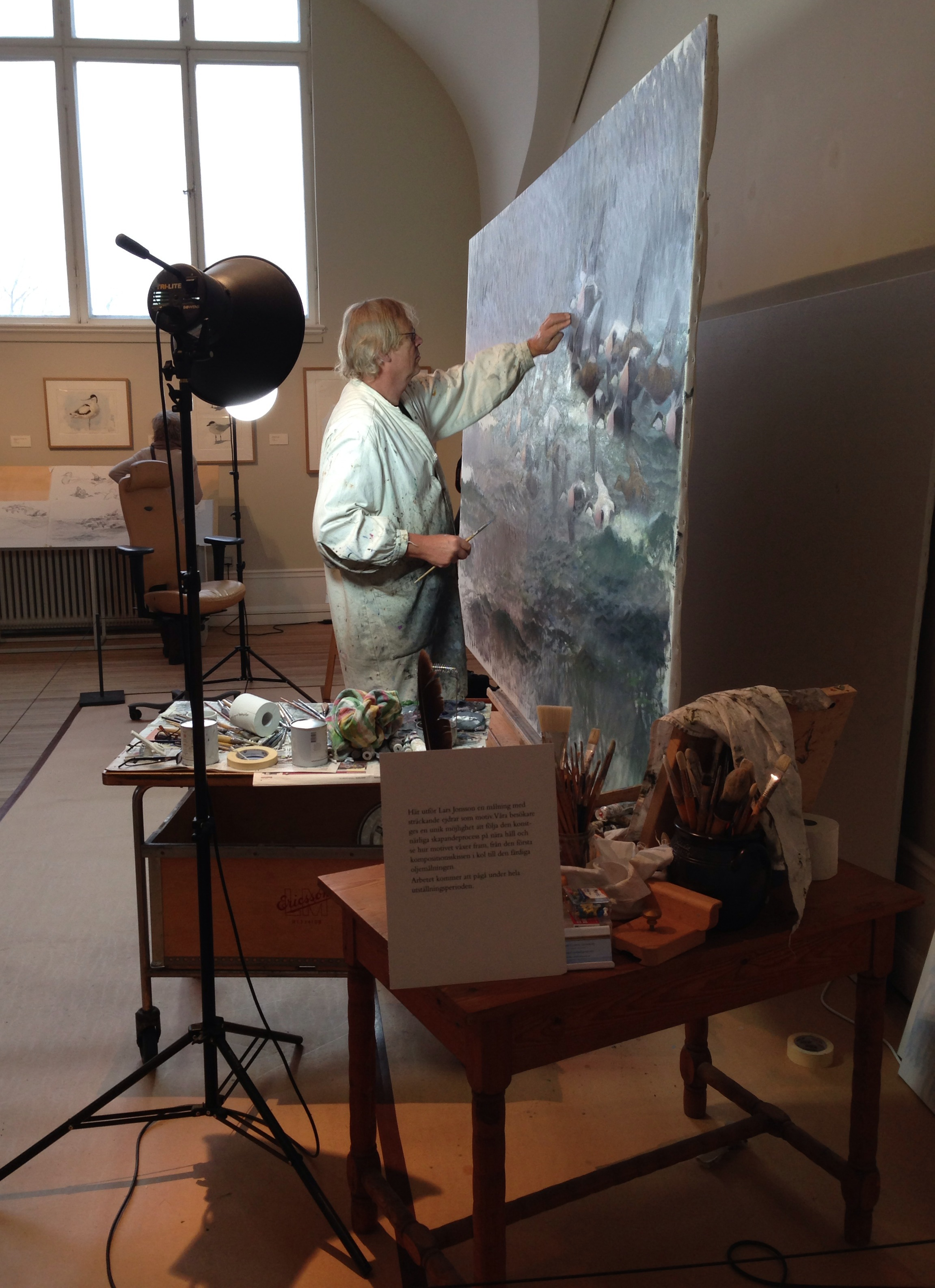
Lars Jonsson

Le sue immagini naturalistiche si basano principalmente su disegni di uccelli. Infatti molte delle sue opere appaiono pubblicate nei manuali di ornitologia, tradotti in diverse lingue. Le tecniche da lui più usate sono gli acquerelli e la pittura ad olio. I suoi acquerelli e dipinti ad olio sono esposti al Museo Lars Jonsson a Vamlingbo e al Museo Nazionale di Stoccolma.